# (9879) Mammuthus
(9879) Mammuthus (1994 PZ29) – planetoida z pasa głównego asteroid okrążająca Słońce w ciągu 3,68 lat w średniej odległości 2,38 j.a. Odkryta 12 sierpnia 1994 roku.